# William Paredes
William Alberto Paredes Barbudo (nació el 9 de septiembre de 1985 en Mérida, Yucatán), es un exfutbolista mexicano, que jugaba de lateral o volante por izquierda.

## Trayectoria
Fue inscrito con Rayados A para disputar la Temporada 2005-2006. Debutó en la Primera División A el 4 de marzo del 2006, en la Jornada 11 del Clausura 2006, enfrentando a Alacranes de Durango en el Estadio Francisco Zarco; el resultado final fue 1-1.
Se integró a Rayados de Monterrey de cara al Clausura 2007. El 3 de enero del 2007, debutó con el primer equipo en el torneo InterLiga 2007, disputando el Clásico Regiomontano en Robertson Stadium en la ciudad texana de Houston; Monterrey perdió 0-2 con Tigres. En la Primera División de México, apareció por primera ocasión el 20 de enero, enfrentando a Club Santos Laguna en el Estadio Tecnológico, en juego de la Jornada 1 del Clausura 2007; Rayados ganó 1-0.  
El 24 de febrero del 2008, en el Clausura 2008, marcó el primero de los cuatro goles que realizó en su carrera, fue en la Jornada 7 ante los Rojinegros del Atlas; el partido concluyó 1-1. 
En septiembre del 2008, fue convocado por Sven-Göran Eriksson, entrenador de la Selección mexicana, para jugar ante Chile en Los Ángeles, California. 

## Estadísticas
| Club                         | Temporada                    | Liga     | Liga  | Copas Nacionales * | Copas Nacionales * | Copas Internacionales ** | Copas Internacionales ** | Total    | Total |  |
| Club                         | Temporada                    | Partidos | Goles | Partidos           | Goles              | Partidos                 | Goles                    | Partidos | Goles |  |
| ---------------------------- | ---------------------------- | -------- | ----- | ------------------ | ------------------ | ------------------------ | ------------------------ | -------- | ----- |  |
| Monterrey · México           | 2007                         | 5        | 0     | 3                  | 0                  | -                        | -                        | 8        | 0     |  |
| Monterrey · México           | 2007-2008                    | 25       | 1     | 2                  | 0                  | -                        | -                        | 27       | 1     |  |
| Monterrey · México           | 2008-2009                    | 26       | 2     | -                  | -                  | -                        | -                        | 26       | 2     |  |
| Monterrey · México           | 2009-2010                    | 36       | 0     | 3                  | 0                  | 4                        | 0                        | 43       | 0     |  |
| Monterrey · México           | 2010-2011                    | 24       | 0     | -                  | -                  | 6                        | 1                        | 30       | 1     |  |
| Monterrey · México           | A 2011                       | 3        | 0     | -                  | -                  | -                        | -                        | 3        | 0     |  |
| Monterrey · México           | Total                        | 119      | 3     | 8                  | 0                  | 10                       | 1                        | 137      | 4     |  |
| San Luis FC · México         | Clausura 2012- Apertura 2012 | 28       | 0     | 1                  | 0                  | -                        | -                        | 29       | 0     |  |
| San Luis FC · México         | Total                        | 28       | 0     | 1                  | 0                  | -                        | -                        | 29       | 0     |  |
| Club Puebla · México         | Clausura 2013                | 14       | 0     | 5                  | 0                  | -                        | -                        | 19       | 0     |  |
| Club Puebla · México         | Total                        | 14       | 0     | 5                  | 0                  | -                        | -                        | 19       | 0     |  |
| Jaguares de Chiapas · México | 2013-2014                    | 31       | 0     | 1                  | 0                  | -                        | -                        | 32       | 0     |  |
| Jaguares de Chiapas · México | 2014-2015                    | 18       | 0     | 4                  | 0                  | -                        | -                        | 22       | 0     |  |
| Jaguares de Chiapas · México | 2015-2016                    | 27       | 0     | 2                  | 0                  | -                        | -                        | 29       | 0     |  |
| Jaguares de Chiapas · México | 2016-2017                    | 5        | 0     | 9                  | 0                  | -                        | -                        | 14       | 0     |  |
| Jaguares de Chiapas · México | Total                        | 81       | 0     | 16                 | 0                  | -                        | -                        | 97       | 0     |  |
| Total en su carrera          | Total en su carrera          | 242      | 3     | 30                 | 0                  | 10                       | 1                        | 282      | 4     |  |

## Palmarés

### Campeonatos nacionales
| Título        | Club      | País   |
| ------------- | --------- | ------ |
| Apertura 2009 | Monterrey | México |
| Apertura 2010 | Monterrey | México |

### Campeonato internacional
| Título                                   | Club      | Sede           |
| ---------------------------------------- | --------- | -------------- |
| Liga de Campeones de la Concacaf 2010-11 | Monterrey | Estados Unidos |

### Otro campeonato
| Título         | Club      | Sede   |
| -------------- | --------- | ------ |
| InterLiga 2010 | Monterrey | México |